# Міжулі
Міжулі́ (рос. Мижули, чув. Мĕшĕл) — присілок у складі Маріїнсько-Посадського району Чувашії, Росія. Входить до складу Першочурашевського сільського поселення.
Населення — 288 осіб (2010; 328 у 2002).
Національний склад:
- чуваші — 98 %